# Черкашин, Фёдор
Фёдор Черкашин (укр. Федір Черкашин; род. 11 января 1996, Харьков, Украина) — украинский боксёр-профессионал выступающий в первой средней, в средней, и во второй средней весовых категориях.
Лучшая позиция по рейтингу BoxRec — 10-я (май 2024) и является 1-м среди польских боксёров средней весовой категории, а по рейтингам основных международных боксёрских организаций занял: 3-ю строку рейтинга WBC, 13-ю строку рейтинга IBF, 14-й в рейтинге WBO — входя в ТОП-10 лучших средневесов всего мира.

## Биография
Фёдор Черкашин родился 11 января 1996 года в городе Харьков на Украине. Бабушка Черкашина по происхождению была полькой, и начав боксёрскую карьеру на Украине, с 2017 года он постоянно проживает в Варшаве, в Польше.

## Профессиональная карьера
9 мая 2015 года Фёдор Черкашин начал профессиональную боксёрскую карьеру в первом среднем весе, в городе Враца (Болгария) победив единогласным решением судей (счёт: 60-54 — трижды) болгарина Константина Александрова (4-7).
С 2017 года Фёдор тренируется в Варшаве под крылом опытного тренера Фёдора Лапина, который является наставником двух чемпионов мира по боксу, — и он убежден, что если Черкашин реализует свой потенциал, то непременно завоюет самые ценные титулы.

### Бой с Кассимом Оума
23 марта 2019 года в городе Ломжа (Польша) досрочно победил техническим нокаутом во 2-м раунде бывшего чемпиона мира по версии IBF (2004—2005) опытного угандийца Кассима Оума.

### Бой с Уэсом Кеппером
6 июля 2019 года в Жешуве (Польша), в десятираундовом бою победил единогласным решением судей (счёт: 100-90 — трижды) бывшего чемпиона Австралии опытного австралийца Уэса Кеппера.

### Бой с Патриком Менди
7 марта 2020 года в городе Ломжа (Польша) досрочно победил нокаутом в 7-м раунде опытного гейткипера гамбийца Патрика Менди.

### Бой с Хавьером Масьелем
27 марта 2021 года в Яхранке (Польша) единогласным решением судей (счёт: 98-92, 100-90 — дважды) победил опытного аргентинца Хавьера Франсиско Масьеля.

### Бой с Гонсало Гастоном Кориа
23 октября 2021 года в Закопане (Польша) единогласным решением судей (счёт: 100-90 — трижды) победил опытного аргентинца Гонсало Гастона Кориа.

### Бой с Натаниэлем Галлимором
5 ноября 2022 года в Миннеаполисе (США) единогласным решением судей (счёт: 98-92, 99-91 — дважды) победил опытного ямайского боксёра Натаниэля Галлимора.

### Бой с Анауэльум Нгамиссенге
26 августа 2023 года во Вроцлаве (Польша) в андеркарте боя «Александр Усик — Даниель Дюбуа» состоялся очень конкурентный бой с небитым представителем Франции Анауэль Нгамиссенгу, в котором Черкашин проиграл решением большинства судей (счёт: 75-75, 74-76, 72-78).

### Бой с Хайро Дельгадо
2 февраля 2024 года в Белостоке (Польша) победил по очкам Хайро Дельгадо. Счет судей после 8 раундов составил: 79-73, 80-72, 80-72

### Бой с Хорхе Котой
24 мая 2024 года в Жешуве (Польша), перед главным поединком между Лукашем Ружаньским и Лоуренсом Околи, досрочно победил мексиканца Хорхе Коту. Угол Коты выбросил полотенце в 7-м раунде.

### Бой с Себастьяном Папески
Бой состоялся 27 октября 2024 года в Закопане (Польша) и был главным поединком вечера. Черкашин провел умный бой с дальней, перебив аргентинца и не дав навязать ближний силовой бокс. По итогу 10-и раундов украинец победил единогласным решением судей и взял вакантный пояс WBC International.

### Бой с Патриком Аллоти
1 февраля 2025 года в Ньюарке (Нью-Джерси) победил 34-летнего ганского боксера Патрика Аллоти (44-7). После трех нокдаунов рефери остановил бой во втором раунде. Черкашин защитил свой титул WBC International.

## Статистика профессиональных боёв
В таблице перечислены результаты всех поединков боксёров.
В каждой строке указан результат поединка. Дополнительно номер поединка обозначен цветом, который обозначает итог поединка. Расшифровка обозначений и цветов представлена в нижеследующей таблице.
| Пример | Расшифровка                     |
| ------ | ------------------------------- |
|        | Победа                          |
|        | Ничья                           |
|        | Поражение                       |
|        | Планируемый поединок            |
|        | Поединок признан несостоявшимся |
| КО     | Нокаут                          |
| ТКО    | Технический нокаут              |
| PTS    | Решение судей (по очкам)        |
| UD     | Единогласное решение судей      |
| MD     | Решение большинства судей       |
| SD     | Раздельное решение судей        |
| RTD    | Отказ от продолжения боя        |
| DQ     | Дисквалификация                 |
| NC     | Поединок признан несостоявшимся |

| 27 поединков, 26 побед (16 нокаутом), 1 поражение.       | 27 поединков, 26 побед (16 нокаутом), 1 поражение. | 27 поединков, 26 побед (16 нокаутом), 1 поражение. | 27 поединков, 26 побед (16 нокаутом), 1 поражение. | 27 поединков, 26 побед (16 нокаутом), 1 поражение.                     | 27 поединков, 26 побед (16 нокаутом), 1 поражение. | 27 поединков, 26 побед (16 нокаутом), 1 поражение.                                      |
| Бой                                                      | Рекорд                                             | Дата боя                                           | Соперник                                           | Место проведения боя                                                   | Результат                                          | Дополнительно                                                                           |
| -------------------------------------------------------- | -------------------------------------------------- | -------------------------------------------------- | -------------------------------------------------- | ---------------------------------------------------------------------- | -------------------------------------------------- | --------------------------------------------------------------------------------------- |
| 26                                                       | 25-1                                               | 26 октября 2024                                    | Себастиан Папеши (22-4)                            | Nosalowy Dwór, Закопане, Польша                                        | UD 10                                              | Счёт судей: 100-90 (трижды). Завоевал вакантный титул WBC International в среднем весе. |
| 25                                                       | 24-1                                               | 24 мая 2024                                        | Хорхе Кота (31-6)                                  | Hala na Podpromiu, Жешув, Польша                                       | TKO 7 (10), 2:52                                   | Счёт судей: 60-54 (трижды).                                                             |
| 24                                                       | 23-1                                               | 24 февраля 2024                                    | Хайро Дельгадо (11-2)                              | Опера и Филармония Подляска, Белосток, Польша                          | UD 8                                               | Счёт судей: 79-73, 80-72 (дважды).                                                      |
| 23                                                       | 22-1                                               | 26 августа 2023                                    | Анауэль Нгамиссенгу (12-0)                         | Стадион Вроцлав, Вроцлав, Польша                                       | MD 8                                               | Счёт судей: 75-75, 74-76, 72-78.                                                        |
| 22                                                       | 22-0                                               | 22 апреля 2023                                     | Элиас Эспадас (22-5)                               | Ти-Мобайл Арена, Парадайс, Лас-Вегас, Невада, США                      | TKO 9 (10), 2:07                                   |                                                                                         |
| 21                                                       | 21-0                                               | 5 ноября 2022                                      | Натаниэль Галлимор (22-5-1)                        | Minneapolis Armory, Миннеаполис, Миннесота, США                        | UD 10                                              | Счёт судей: 98-92, 99-91 (дважды).                                                      |
| 20                                                       | 20-0                                               | 20 августа 2022                                    | Гилберт Венегас мл. (11-1)                         | Seminole Hard Rock Hotel & Casino, Холливуд, Флорида, США              | TKO 4 (8), 2:19                                    |                                                                                         |
| 19                                                       | 19-0                                               | 23 октября 2021                                    | Гонсало Гастон Кориа (18-4)                        | Nosalowy Dwór, Закопане, Польша                                        | UD 10                                              | Счёт судей: 100-90 (трижды).                                                            |
| 18                                                       | 18-0                                               | 17 июля 2021                                       | Дамиан Эсекьель Бонелли (24-8)                     | Сувалки Арена, Сувалки, Польша                                         | TKO 1 (8), 2:50                                    |                                                                                         |
| 17                                                       | 17-0                                               | 27 марта 2021                                      | Хавьер Франсиско Масьель (33-10)                   | Отель Warszawianka, Яхранка, Польша                                    | UD 10                                              | Счёт судей: 98-92, 100-90 (дважды).                                                     |
| Перерыв чуть больше 1 года.                              |                                                    |                                                    |                                                    |                                                                        |                                                    |                                                                                         |
| 16                                                       | 16-0                                               | 7 марта 2020                                       | Патрик Менди (18-15-3)                             | Hala Sportowa im. Olimpijczykow, Ломжа, Польша                         | КО 7 (8), 1:58                                     |                                                                                         |
| 15                                                       | 15-0                                               | 30 ноября 2019                                     | Матиас Эклунд (11-2-2)                             | Nosalowy Dwór, Закопане, Польша                                        | TKO 3 (8), 2:41                                    |                                                                                         |
| 14                                                       | 14-0                                               | 26 октября 2019                                    | Гуидо Николас Питто (26-6-2)                       | Hala Sportowa Zeromskiego, Сосновец, Польша                            | TKO 1 (10), 2:47                                   |                                                                                         |
| 13                                                       | 13-0                                               | 6 июля 2019                                        | Уэс Кеппер (20-2-1)                                | Stadion Miejski, Жешув, Польша                                         | UD 10                                              | Счёт судей: 100-90 (трижды).                                                            |
| Вернулся в Средний вес — 160 фунтов (до 72,57 кг).       |                                                    |                                                    |                                                    |                                                                        |                                                    |                                                                                         |
| 12                                                       | 12-0                                               | 23 марта 2019                                      | Кассим Оума (29-12-1)                              | Hala Sportowa im. Olimpijczykow, Ломжа, Польша                         | TKO 2 (8), 2:10                                    |                                                                                         |
| 11                                                       | 11-0                                               | 6 октября 2018                                     | Бартоломей Графка (21-31-3)                        | Nosalowy Dwór, Закопане, Польша                                        | UD 8                                               | Счёт судей: 79-73, 80-72 (дважды).                                                      |
| 10                                                       | 10-0                                               | 2 июня 2018                                        | Айуб Нефзи (26-10-2)                               | G2A Arena, Жешув, Польша                                               | TKO 2 (8), 0:14                                    |                                                                                         |
| 9                                                        | 9-0                                                | 12 мая 2018                                        | Даниэль Урбанский (21-23-3)                        | Hala Sportowa, Валч, Польша                                            | KO 1 (8), 0:17                                     |                                                                                         |
| Перешёл во Второй средний вес — 168 фунтов (до 76,2 кг). |                                                    |                                                    |                                                    |                                                                        |                                                    |                                                                                         |
| 8                                                        | 8-0                                                | 10 февраля 2018                                    | Артём Карасёв (9-32-2)                             | Hala Nysa, Ныса, Польша                                                | KO 1 (4), 1:26                                     |                                                                                         |
| Перерыв примерно в 2 года.                               |                                                    |                                                    |                                                    |                                                                        |                                                    |                                                                                         |
| 7                                                        | 7-0                                                | 20 февраля 2016                                    | Надир Бахшиев (1-1)                                | KIKO Boxing Club, Киев, Украина                                        | RTD 4 (6), 3:00                                    |                                                                                         |
| Перешёл в Средний вес — 160 фунтов (до 72,57 кг).        |                                                    |                                                    |                                                    |                                                                        |                                                    |                                                                                         |
| 6                                                        | 6-0                                                | 21 декабря 2015                                    | Антон Русак (6-8)                                  | Клуб «Gagarin», Минск, Белоруссия                                      | PTS 6                                              | Счёт судьи: 60-53.                                                                      |
| 5                                                        | 5-0                                                | 2 октября 2015                                     | Виктор Гарсия (7-5-3)                              | Gymnase du Lycee Technique de Monaco, Монте-Карло, Монако              | UD 6                                               | Счёт судей: 59-55, 60-54 (дважды).                                                      |
| 4                                                        | 4-0                                                | 31 июля 2015                                       | Юрий Ткаченко (дебют)                              | Imperia Sports Complex, Подгорцы , Украина                             | RTD 5 (6)                                          |                                                                                         |
| 3                                                        | 3-0                                                | 10 июля 2015                                       | Николай Шаплов (0-2)                               | Royal Boxing Gym, Минск, Беларусь                                      | TKO 1 (6)                                          |                                                                                         |
| 2                                                        | 2-0                                                | 9 мая 2015                                         | Александр Ковалев (дебют)                          | Army Sports Club, Киев, Украина                                        | TKO 1 (6)                                          |                                                                                         |
| 1                                                        | 1-0                                                | 9 мая 2015                                         | Константин Александров (4-7)                       | National Gymnasium of Natural Sciences and Mathematics Враца, Болгария | UD 6                                               |                                                                                         |
| Бои в Первом среднем весе — 154 фунта (до 69,85 кг).     |                                                    |                                                    |                                                    |                                                                        |                                                    |                                                                                         |
| Бой                                                      | Рекорд                                             | Дата боя                                           | Соперник                                           | Место проведения боя                                                   | Результат                                          | Дополнительно                                                                           |